# Nacido para matar (película mexicana)
Nacido para matar es una película de acción mexicana de 1986 dirigida por Juan Manuel Herrera y protagonizada por Agustín Bernal, Pedro Infante Jr., Diana Ferreti y Luis Aguilar.

## Trama
Una mafia dedicada a extorcionar contrata al musculoso Frankie para amedrentar a sus víctimas pero Alberto, una de ellas se niega a pagar el chantaje y se enfrenta a Frankie para acabar con él.

## Reparto
- Agustín Bernal como Franky
- Pedro Infante Jr.
- Diana Ferreti como Alicia
- Luis Aguilar
- José Luis Avendaño
- Mario Cid
- Luis Guevara
- Ofelia López
- Blanca Nieves
- Viviana Oliva
- Ricardo Piña
- Bruno Rey
- José Viller